# Haus Koban
Das Haus Koban ist ein Bauwerk in Darmstadt. 

## Geschichte und Beschreibung
Das Privathaus des Darmstädter Architekten Wilhelm Koban wurde 1926 erbaut und ist ein Entwurf des Planers selbst.
Das Haus Koban ist ein gutes Beispiel für ein expressionistisch gestaltetes funktionales Wohnhaus aus Klinkersteinen.
Zu den bemerkenswerten Details gehört:
- Auf der Nordseite ist das Haus dreistöckig.
- Auf der Südseite ist das Haus zweistöckig.
- Die Dachterrasse ist in den Kubus eingeschnitten und mit Rundbögen abgesetzt.
- Das Relief auf der Südseite von Elisabeth Westermann-Pfähler.

Für den „Klinkerexpressionismus“ typisch ist die Verarbeitung des dunklen Klinkersteins, in aufwendigen Mustern, an den Fenstern und an den Brüstungen. 
Die Vor- und Rücksprünge im Mauerwerksverband und die unterschiedlichen Farbnuancen sind ebenfalls Teil der Gestaltung.
Die Architektur seines Privathauses erregte in Darmstadt große Aufmerksamkeit – Nachahmer fand Koban zur damaligen Zeit aber nicht.
Die meisten Entwürfe Kobans zu dieser Zeit sind traditioneller und weniger konsequent; wenn auch trotzdem eindeutig expressionistisch geprägt.

## Denkmalschutz
Das Haus Koban ist ein typisches Beispiel für den Backsteinexpressionismus.
Aus architektonischen und stadtgeschichtlichen Gründen ist das Gebäude ein Kulturdenkmal.